# L'indolente
L'indolente (Femme assoupie sur un lit ou L'Indolente ) è un dipinto a olio su tela (93x108 cm) realizzato nel 1899 circa dal pittore francese Pierre Bonnard.
È conservato nel Musée d’Orsay di Parigi.

## L'indolentenella cultura di massa
Il dipinto viene riportato sulla prima di copertina de  I fiori del male di Baudelaire nell'edizione  G.T. E. Newton del 1988. 